# Gustaf Huberth
Gustaf Elis Huberth, född den 29 juli 1896 i Ringarums församling, Östergötlands län, död den 10 april 1977 i Stockholm, var en svensk militär.
Huberth avlade studentexamen i Norrköping 1916. Han blev fänrik vid Västmanlands regemente 1919, underlöjtnant där 1921 och löjtnant där 1924, vid Västernorrlands regemente 1928. Huberth blev aspirant i intendenturkåren 1930, övergick dit som löjtnant 1933 och blev kapten i armén 1934, i kåren 1935. Han var regementsintendent vid Norrlands dragonregemente 1933–1937, expeditionsintendent vid arméförvaltningen 1937–1942 och lärare vid Intendenturförvaltningsskolan 1939–1945, vid Arméns underhållsskola 1947 och 1948. Huberth befordrades till major 1942, till överstelöjtnant 1947 och till överste 1951. Han blev chef för Första intendenturkompaniet 1942, stabschef för III. militärområdesstaben 1945, byråchef i arméförvaltningen 1949 och organisationschef i Räddningskåren 1951. Huberth blev riddare av Svärdsorden 1940 och av Vasaorden 1951.